# Producentansvar
Producentansvar innebär att inom branscher där producentansvar råder, krävs returinsamlingssystem (återvinning) av branschen. Sverige har lagstadgat producentansvar inom åtta områden: förpackningar, däck, returpapper, elektronik, batterier, läkemedel, fordon som väger mindre än 3,5 ton samt radioaktiva strålkällor.
Producentansvaret för förpackningar i sin nuvarande form härstammar från 1994. Regelverket finns bl.a. i förordningen (2014:1073) om producentansvar för förpackningar och förordningen (2014:1074) om producentansvar för returpapper.
Producentansvaret för elutrustning styrs av EG-direktiv som har genomförts genom förordningar i svensk lagstiftning. All elutrustning som innehåller inbyggda batterier omfattas av två bestämmelser, förordningen om producentansvar för elutrustning (SFS 2014:1075) och förordningen om producentansvar för batterier (SFS 2008:834).